# Abdul Latif Zaki Abu Hashem
Abdul Latif Zaki Abu Hashem (en arabe :  عبد اللطيف أبو هاشم) est un historien palestinien spécialisé dans l'histoire du sud de la Palestine et des manuscrits arabes. Il occupe le poste de directeur général du Département des manuscrits et des antiquités au Ministère palestiniens des Waqfs et des Affaires religieuses. Il est également directeur général de l'organisation Eyes on Heritage (عيون على التراث), qu'il a fondée en 2007. En 2022, il reçoit le Prix international de l'ICCROM à Sharjah dans la catégorie « Fonds et collections au sein des institutions culturelles ». Ce prix récompense les bonnes pratiques en matière de préservation et de protection du patrimoine culturel dans la région arabe,,.

## Production scientifique
Abu Hashem a écrit de nombreux livres et articles sur les manuscrits et l'histoire de Gaza, notamment,, :
- Ġazzaẗ al-ʿuṯmāniyyaẗ, 2019 (غزة العثمانية, Gaza ottomane), d'après les archives du tribunal de Gaza (1857-1861) durant la période ottomane.
- Fihras maẖṭūṭāt al-ǧāmiʿ al-ʿumarī al-kabīr fī ġazzaẗ, 2016 (فهرس مخطوطات الجامع العمري الكبير بغزة, Catalogue des manuscrits de la Grande Mosquée Omari à Gaza)
- (éd.) Itḥāf al-Aʿzaẗ fī tāriẖ ġazzaẗ de Shaykh 'Uthman al-Tabba' al-Ghazzi (1882-1950), 4 vol., 1999 (إتحاف الأعزة في تاريخ غزة, Hommage aux êtres chers sur l’histoire de Gaza)
- Al-masāǧid al-Aṯriyyaẗ fī madīnaẗ ġazzaẗ, 1995 (المساجد الأثرية في مدينة غزة, Les mosquées historiques de la ville de Gaza)